# Samerey
Samerey es una comuna francesa situada en el departamento de Côte-d'Or, en la región de Borgoña-Franco Condado.

## Demografía
| 134 | 136 | 140 | 138 | 156 | 141 | 145 |
| Para los censos de 1962 a 1999 la población legal corresponde a la población sin duplicidades (Fuente: INSEE [Consultar]) |     |     |     |     |     |     |